# リーカ・レトネン
リーカ・レトネン（よりフィンランド語に近い表記ではリーカ・ハンネレ・レヘトネン、Riikka Hannele Lehtonen, 1979年7月24日 - ）は、フィンランドの元女子バレーボール選手、ビーチバレー選手。ポジションはアウトサイドヒッター。フィンランド代表。

## 来歴
フランスリーグ、イタリアリーグを経て、2006年、NECレッドロケッツに入団。同チームにとって第5回（1998-99年）Vリーグ以来の外国人選手となった。

## 所属クラブ
- Oriveden Ponnistus （1996-1998年）
- Euran Raiku （1998-1999年）
- La Rochette （1999-2001年）
- RCカンヌ （2001-2004年）
- ヴィチェンツァ・バレー （2004-2005年）
- バレー・ベルガモ （2005-2006年）
- NECレッドロケッツ （2006-2007年）
- ワクフバンク・ギュネシュ・スィゴルタ（2007-2008年）
- オリンピアコスCFP （2008-2009年）
- ペルージャ（2009-2010年）
- イトゥサチ・バクー（2010-2011年）
- ピアチェンツァ（2011-2012年）
- Crema Volley（2012-2013年）
- アゼルレイル・バクー（2012-2013年）

## 外部リンク

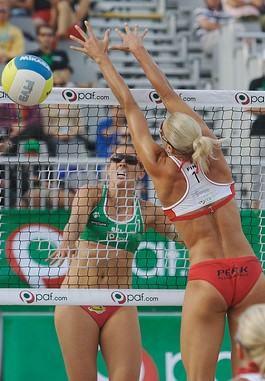